# Thrypticus longicauda
Thrypticus longicauda är en tvåvingeart som beskrevs av Van Duzee 1921. Thrypticus longicauda ingår i släktet Thrypticus och familjen styltflugor.
Artens utbredningsområde är Kalifornien. Inga underarter finns listade i Catalogue of Life.